# Oskar Speck (historien)
Pour les articles homonymes, voir Oskar Speck.
Oskar Speck, (20 aout 1855 — 4 février 1922) est un enseignant et historien allemand de la ville de Pirna.